# 박소영 (MBC)
박소영(1993년 10월 5일 ~ )은 MBC 아나운서다.

## 학력
- 이화여자대학교 언론홍보영상학과 학사

## 경력
- 2018년 : 목포MBC 아나운서
- KBS 시청자 리포터
- JTBC 보도국 인턴 기자
- 한국시각장애인방송국 KBIC 뉴스 앵커
- 한국가스공사 사내 아나운서
- 2019년 : YTN 아나운서
- 2021년 ~ 현재 : MBC 아나운서

## 진행

### 현재

#### TV
- MBC TV 《웰컴 투 스포츠》 서브 MC - 2025년 2월 17일 ~ 현재
- MBC TV 《토요일 MBC 뉴스투데이》 앵커 - 2025년 3월 1일 ~ 현재
- MBC TV 《오늘N》 여성 MC - 2025년 3월 3일 ~ 현재

### 과거

#### TV
- YTN 《YTN 24》 앵커
- MBC TV 《주말 MBC 뉴스데스크 - MBC 스포츠뉴스》 앵커 - 2022년 4월 2일 ~ 2023년 9월 3일
- MBC TV 《스포츠 매거진 - 매거진톡》 서브 MC - 2022년 4월 11일 ~ 2025년 1월 20일
- MBC TV 《2022 KBO리그》 그라운드 리포팅 - 2022년 5월 5일 ~ 2022년 11월 8일
- MBC TV 《생방송 오늘 저녁》 여성 MC - 2022년 9월 22일 ~ 2022년 10월 14일
- MBC TV 《2022 카타르는 지금》 MC - 2022년 11월 21일 ~ 2022년 12월 6일
- MBC TV 《평일 MBC 뉴스투데이 - 문화 연예 플러스》 임시 서브 앵커 - 2022년 12월 28일 ~ 2023년 1월 6일, 2023년 3월 6일 ~ 2023년 3월 7일, 2023년 7월 31일 ~ 2023년 8월 4일[1]
- MBC TV 《평일 MBC 뉴스데스크 - MBC 스포츠뉴스》 임시 앵커 - 2023년 1월 23일 ~ 2023년 1월 27일, 2023년 7월 3일 ~ 2023년 7월 10일[2]
- MBC TV 《평일 MBC 뉴스투데이 - 이 시각 세계》 임시 서브 앵커 - 2023년 3월 13일 ~ 2023년 3월 17일[3]
- MBC TV 《평일 MBC 뉴스투데이》 임시 여성 앵커 - 2023년 9월 4일 ~ 2023년 9월 8일, 2024년 9월 23일 ~ 2024년 9월 27일, 2025년 3월 24일 ~ 2025년 3월 28일[4]
- MBC TV 《평일 MBC 뉴스데스크 - MBC 스포츠뉴스》 앵커 - 2023년 9월 11일 ~ 2025년 2월 28일
- MBC TV 《2022 항저우 아시안 게임 하이라이트 함께 항저우》 MC - 2023년 9월 24일 ~ 2023년 10월 8일
- MBC TV 《930 MBC 뉴스》 임시 앵커 - 2023년 12월 11일[5], 2025년 4월 15일[6]
- MBC TV 《주말 MBC 뉴스데스크 - MBC 스포츠뉴스》 임시 앵커 - 2023년 12월 30일 ~ 2024년 1월 7일[7], 2024년 9월 14일, 2024년 11월 16일[8]
- MBC TV 《선택 2024》 서브 MC - 2024년 4월 10일
- MBC TV 《토요일 12시 MBC 뉴스》 앵커 - 2025년 3월 1일 ~ 2025년 5월 31일
- MBC TV 《선택 2025》 캐스터 - 2025년 6월 3일

## 출연

### 과거

#### TV
- MBC TV 《UHD 특선 다큐 하늘에서 본 세계 시즌 1》 내레이션 - 2022년 8월 8일 ~ 2022년 9월 30일

#### 라디오
- MBC FM4U 《굿모닝FM 장성규입니다》 게스트 - 2022년 1월 24일 ~ 2022년 1월 26일
- MBC FM4U 《두시의 데이트 뮤지, 안영미입니다》 게스트 - 2022년 2월 4일
- MBC FM4U 《정오의 희망곡 김신영입니다》 게스트 - 2022년 3월 13일
- MBC FM4U 《세상을 여는 아침 안주희입니다 - 미니 뉴스》 임시 게스트 - 2022년 12월 28일 ~ 2023년 1월 6일, 2023년 3월 6일 ~ 2023년 3월 7일, 2023년 6월 2일, 2023년 7월 31일 ~ 2023년 8월 4일[9]
- MBC 표준FM 《정영한의 플레이볼》 게스트 - 2023년 11월 20일 ~ 2025년 2월 24일